# Tứ đại kỳ thư
Tứ đại kỳ thư (四大奇書) chỉ 4 bộ tiểu thuyết được xem như là hay nhất của văn học cổ điển Trung Quốc:
- Tam Quốc diễn nghĩa của La Quán Trung
- Thủy hử của Thi Nại Am
- Tây du ký của Ngô Thừa Ân
- Kim Bình Mai của Lan Lăng Tiếu Tiếu Sinh